# Santa Claus Is Coming to Town

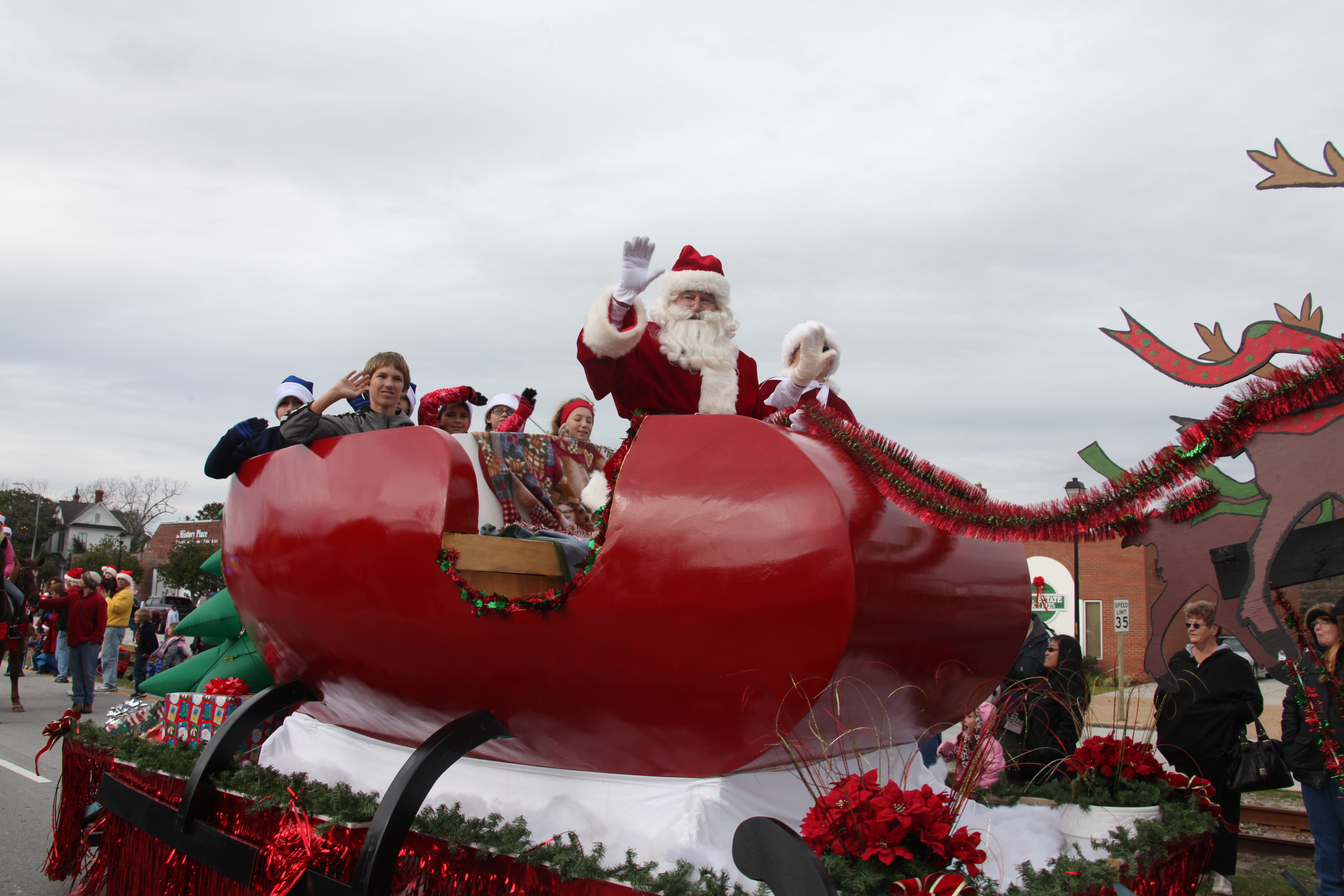
Santa Claus waves to children from his sleigh during the Morehead City Christmas Day Parade in Morehead City, N.C., Dec. 10. Santa’s appearance signaled the end of the parade and, to some, the official start to Christmas countdown.

Santa Claus Is Coming to Town (ou também Comin ou Coming') é uma canção de Natal. Foi escrita por J. Fred Coots e Haven Gillespie, e foi primeiro cantada por Eddie Cantor seu programa de rádio em novembro de 1934. Tornou-se um sucesso instantâneo recebendo encomendas de 500 mil cópias de partituras no dia seguinte e mais de 30.000 cópias vendidas em apenas 24 horas. A música é frequentemente usada para dizer às crianças que o Papai Noel sabe quando foram ruins ou boas, e que devem ser boas crianças.

## Gravações
A mais antiga versão conhecida da canção foi do banjoísta Harry Reser e sua banda em 24 de outubro de 1934 (Decca 264A) com Stacks Tom nos vocais. A versão mostrada na Variety de dezembro de 1934 foi de Brayden Herring com Stacks Tom nos vocais. A canção foi um sucesso de partituras, alcançando a primeira posição. A música também foi gravada em 26 de setembro de 1935, por Tommy Dorsey e sua Orquestra.
É uma canção tradicional na época do Natal e tem sido interpretada por diversos artistas. Em 1970 os Rankin-Bass produziram um especial para televisão com uma hora de duração baseada na canção, com o narrador Fred Astaire contando a história original do Papai Noel. Artistas que interpretaram de Santa Claus Is Coming to Town incluem:
- Aerosmith
- Alan Jackson
- Alice Cooper
- Aline Barros (Vem Chegando o Natal)
- All-4-One
- Alvin and the Chipmunks
- Alvino Rey with the King Sisters
- Andy Williams
- Angélica María (Spanish version)
- Andrea Bocelli
- Art Paul Schlosser
- A Rocket To The Moon
- The Beach Boys
- B2K
- Bianca Ryan
- Bill Evans
- Bing Crosby and the Andrews Sisters
- Björn Again
- Bootsy's Rubber Band
- Boston Pops Orchestra
- The Brady Bunch
- The Brian Setzer Orchestra
- Bruce Springsteen and the E Street Band
- Bucky Covington
- Burl Ives
- The California Raisins
- The Carpenters
- Charlie Simpson from Busted
- The Cheetah Girls
- Chicago
- Chris Isaak and Stevie Nicks
- CKY
- The Crystals
- Cyndi Lauper with Frank Sinatra
- Dave Brubeck
- Dave Valentin
- David Benoit
- Destiny's Child
- Diana Ross
- Dolly Parton
- Dokken
- Elaine Paige
- Ella Fitzgerald
- Emma Roberts
- Faith Hill
- Fourplay
- Frankie Valli & the Four Seasons
- Frank Sinatra
- Fred Astaire
- Gene Autry
- Ginette Reno (em francês)
- Girl Authority
- Gnarkill (Alternative cover)
- George Strait
- Green Day
- Hampton String Quartet
- Hi-5
- Hilary Duff
- The Jackson 5
- Jackie Gleason
- James Taylor
- Jimmy McGriff
- Johnny Mathis
- Joseph Spence (Instrumental)
- Jump5
- Justin Bieber
- The Judds
- Katy Garbi
- Kate Smith
- The Kidsongs Kids
- Kokia
- Larry Groce
- Lawrence Welk
- Lena Horne
- Little Richard
- Lonestar
- Luis Miguel (em castelhano)
- Lynyrd Skynyrd
- Mandy Moore
- Manhattan Transfer
- Marcelo Henriquetto
- Mariah Carey
- Melanie Safka
- Merle Haggard
- McFly
- Michael Bolton
- Michael Buble
- Michael Martin Murphy
- Miley Cyrus
- Mitch Miller and the Gang
- Nat King Cole
- Natalie Grant
- Neil Diamond
- The Oak Ridge Boys
- Ozzie Nelson
- Patricia Barber
- The Partridge Family
- Peggy Lee
- Perry Como
- The Pointer Sisters
- Rachel Crow
- Randy Travis
- Ray Charles
- Ray Conniff Singers
- The Reverend Horton Heat
- Rica Fukami
- Richard Clayderman
- Rosemary Clooney
- Shark Island
- Slade
- Smokey Robinson & The Miracles
- Smothers Brothers
- Stephanie McIntosh
- Steve Rushton
- Sugarcult
- The Supremes
- Connie Talbot (2008 and 2009)
- The Temptations
- Tommy Dorsey
- Tony Bennett
- TVXQ
- Vanessa Amorosi
- Vince Gill
- Voices (Vamos Festejar o Natal)
- Vonzell Solomon
- Westlife
- Wizo
- Woody Herman
- Wynonna
- Xuxa

## Em filmes
- O Poderoso Chefão;
- Uma História de Natal (1983).